# Villa Unión, Guanajuato
Villa Unión är en ort i Mexiko.   Den ligger i kommunen Tierra Blanca och delstaten Guanajuato, i den centrala delen av landet, 210 km nordväst om huvudstaden Mexico City. Villa Unión ligger 1 779 meter över havet och antalet invånare är 227.
Terrängen runt Villa Unión är huvudsakligen kuperad. Villa Unión ligger nere i en dal. Runt Villa Unión är det ganska glesbefolkat, med 34 invånare per kvadratkilometer. Närmaste större samhälle är Doctor Mora, 18,1 km väster om Villa Unión. Trakten runt Villa Unión består i huvudsak av gräsmarker.